# Первоярский
Первоярский — упразднённый в 2004 году посёлок в Миллеровском районе Ростовской области России. Входил в состав Никольского сельсовета (в настоящее время территория Ольхово-Рогского сельского поселения). 

## География
Располагался в балке Первый Яр, в 9 км к востоку от слободы Никольской.

## История
Указом ПВС РСФСР от 24 февраля 1988 года посёлку второй фермы молсовхоза присвоено наименование посёлок Первоярский.
Исключен из учётных данных в 2004 г.

## Население
По переписи 1989 г. в посёлке проживало 32 человека, в том числе 15 мужчин и 17 женщин. По переписи 2002 г. постоянное население в посёлке отсутствовало.

## Инфраструктура
Действовала ферма  молочного советского хозяйства.